# Liste der Bodendenkmäler in Schwandorf
Auf dieser Seite sind die Bodendenkmäler in der Oberpfälzer Großen Kreisstadt Schwandorf zusammengestellt. Diese Tabelle ist eine Teilliste der Liste der Bodendenkmäler in Bayern. Grundlage ist die Bayerische Denkmalliste, die auf Basis des Bayerischen Denkmalschutzgesetzes vom 1. Oktober 1973 erstmals erstellt wurde und seither durch das Bayerische Landesamt für Denkmalpflege geführt wird. Die folgenden Angaben ersetzen nicht die rechtsverbindliche Auskunft der Denkmalschutzbehörde.

## Bodendenkmäler der Gemeinde Schwandorf

### Gemarkung Bubach a.d.Naab
| Lage                                  | Objekt | Akten-Nr.     | Bild |
| ------------------------------------- | --- | ------------- | ---- |
| Bubach a.d.Naab (Standort)            | Spätpaläolithische und mesolithische Freilandstation, vorgeschichtliche Siedlung. | D-3-6738-0001 |      |
| Bubach a.d.Naab (Standort)            | Siedlung vor- und frühgeschichtlicher Zeitstellung. | D-3-6738-0046 |      |
| Bubach a.d.Naab (Standort)            | Spätpaläolithische und mesolithische Freilandstation, Siedlungen der Jungsteinzeit, der frühen Bronzezeit, der mittleren Bronzezeit, der Urnenfelderzeit, der Späthallstatt-/Frühlatènezeit und des Frühmittelalters.                         | D-3-6738-0070 |      |
| Bubach a.d.Naab (Standort)            | Steinzeitliche Siedlung. | D-3-6738-0084 |      |
| Bubach a.d.Naab (Standort)            | Spätpaläolithische und mesolithische Freilandstation, vorgeschichtliche Siedlung. | D-3-6738-0087 |      |
| Bubach a.d.Naab (Standort)            | Mesolithische Freilandstation, Siedlung der Latènezeit. | D-3-6738-0088 |      |
| Bubach a.d.Naab (Standort)            | Steinzeitliche und karolingisch-ottonische Siedlung. | D-3-6738-0102 |      |
| Bubach a.d.Naab (Standort)            | Vorgeschichtliche Siedlung. | D-3-6738-0103 |      |
| Bubach a.d.Naab (Standort)            | Endpaläolithische/mesolithische Freilandstation. | D-3-6738-0111 |      |
| Bubach a.d.Naab (Standort)            | Archäologische Befunde des Mittelalters und der frühen Neuzeit im Bereich der Katholischen Filialkirche St. Margareta in Bubach a.d. Naab, darunter die Spuren von Vorgängerbauten bzw. älterer Bauphasen und ein mittelalterlicher Friedhof. | D-3-6738-0134 |      |
| Bubach a.d.Naab (Standort)            | Archäologische Befunde und Funde im Bereich der Katholischen St. Bartholomäuskapelle in Waltenhof, darunter die Spuren von Vorgängerbauten bzw. älteren Bauphasen.                                                                            | D-3-6738-0137 |      |
| Bubach a.d.Naab Schwandorf (Standort) | Mittelalterliche und frühneuzeitliche Hofwüstung Kreuzbügel. | D-3-6738-0139 |      |
| Bubach a.d.Naab (Standort)            | Mesolithische Freilandstation, Siedlung der Frühlatènezeit. | D-3-6738-0214 |      |

### Gemarkung Dachelhofen
| Lage                   | Objekt | Akten-Nr.     | Bild |
| ---------------------- | --- | ------------- | ---- |
| Dachelhofen (Standort) | Siedlung der Bronzezeit und der Urnenfelderzeit. | D-3-6638-0069 |      |
| Dachelhofen (Standort) | Siedlungen der Bronzezeit, der Urnenfelderzeit, der Latènezeit und der karolingischen Zeit.                                                            | D-3-6638-0070 |      |
| Dachelhofen (Standort) | Siedlungen der Urnenfelderzeit und der Spätlatènezeit.                                                                                                 | D-3-6638-0071 |      |
| Dachelhofen (Standort) | Siedlung der Urnenfelderzeit. | D-3-6638-0072 |      |
| Dachelhofen (Standort) | Endpaläolithische/mesolithische Freilandstation, metallzeitliche und latènezeitliche Siedlung.                                                         | D-3-6738-0068 |      |
| Dachelhofen (Standort) | Vorgeschichtliche Siedlung. | D-3-6738-0104 |      |
| Dachelhofen (Standort) | Siedlung der Latènezeit. | D-3-6738-0112 |      |
| Dachelhofen (Standort) | Mesolithische Freilandstation, Siedlung der Spätbronzezeit, der Latènezeit und des Mittelalters.                                                       | D-3-6738-0113 |      |
| Dachelhofen (Standort) | Siedlungen der Mittel- und Spätbronzezeit, der Urnenfelderzeit und der Späthallstatt-/Frühlatènezeit.                                                  | D-3-6738-0114 |      |
| Dachelhofen (Standort) | Urnenfelderzeitliche Siedlung. | D-3-6738-0115 |      |
| Dachelhofen (Standort) | Mittelalterliche Wüstung. | D-3-6738-0122 |      |
| Dachelhofen (Standort) | Metallzeitliche Siedlung. | D-3-6738-0123 |      |
| Dachelhofen (Standort) | Archäologische Befunde der abgegangenen frühneuzeitlichen Kapelle St. Sebastian sowie der Einsiedelei Bei der Klause mit zugehörigem Bestattungsplatz. | D-3-6738-0154 |      |

### Gemarkung Ettmannsdorf
| Lage                    | Objekt | Akten-Nr.     | Bild |
| ----------------------- | --- | ------------- | ---- |
| Ettmannsdorf (Standort) | Mittelpaläolithische und endpaläolithische/mesolithische Freilandstationen, endneolithische Siedlung oder Gräber, vorgeschichtliche Siedlung.      | D-3-6638-0001 |      |
| Ettmannsdorf (Standort) | Mesolithische Freilandstation, Siedlungen der Jungsteinzeit, der Früh- und Mittelbronzezeit, der Urnenfelderzeit und der Latènezeit.               | D-3-6638-0004 |      |
| Ettmannsdorf (Standort) | Mesolithische Freilandstation, Siedlungen der frühen und mittleren Bronzezeit, der Urnenfelderzeit, der Hallstattzeit und der Latènezeit.          | D-3-6638-0018 |      |
| Ettmannsdorf (Standort) | Mesolithische Freilandstation. | D-3-6638-0024 |      |
| Ettmannsdorf (Standort) | Vorgeschichtliche Siedlung. | D-3-6638-0035 |      |
| Ettmannsdorf (Standort) | Archäologische Befunde der abgegangenen mittelalterlichen und frühneuzeitlichen Kirche St. Ägidius und des mittelalterlichen Adelsitzes Egidiberg. | D-3-6638-0038 |      |
| Ettmannsdorf (Standort) | Endpaläolithische und mesolithische Freilandstation, vorgeschichtliche Siedlung.                                                                   | D-3-6638-0052 |      |
| Ettmannsdorf (Standort) | Siedlungen der Bronzezeit und der Latènezeit. | D-3-6638-0075 |      |
| Ettmannsdorf (Standort) | Siedlungen der Urnenfelderzeit, der Latènezeit, der Völkerwanderungszeit und des frühen Mittelalters.                                              | D-3-6638-0076 |      |
| Ettmannsdorf (Standort) | Mesolithische Freilandstation, Siedlungen der Frühbronzezeit und des Frühmittelalters.                                                             | D-3-6638-0078 |      |
| Ettmannsdorf (Standort) | Endpaläolithische Freilandstation, Siedlungen der Urnenfelderzeit und der Späthallstatt-/Frühlatènezeit.                                           | D-3-6638-0079 |      |
| Ettmannsdorf (Standort) | Vorgeschichtliche und mittelalterliche Siedlung.                                                                                                   | D-3-6638-0080 |      |
| Ettmannsdorf (Standort) | Siedlungen der Bronzezeit, der Urnenfelderzeit und der Hallstattzeit.                                                                              | D-3-6638-0081 |      |
| Ettmannsdorf (Standort) | Vorgeschichtliche Siedlung. | D-3-6638-0082 |      |
| Ettmannsdorf (Standort) | Metallzeitliche Siedlung. | D-3-6638-0083 |      |
| Ettmannsdorf (Standort) | Endpaläolithische Freilandstation, vorgeschichtliche und mittelalterliche Siedlung.                                                                | D-3-6638-0084 |      |
| Ettmannsdorf (Standort) | Untertägige Befunde der abgebrochenen romanischen Kirche St. Vitalis in Ettmannsdorf.                                                              | D-3-6638-0115 |      |
| Ettmannsdorf (Standort) | Archäologische Befunde und Funde im Bereich des alten und neuen Schlosses von Ettmannsdorf, darunter die Spuren des zugehörigen Eisenhammers.      | D-3-6638-0116 |      |
| Ettmannsdorf (Standort) | Vorgeschichtliche Siedlung. | D-3-6638-0182 |      |
| Ettmannsdorf (Standort) | Vorgeschichtliche Siedlung. | D-3-6638-0185 |      |

### Gemarkung Fronberg
| Lage                | Objekt | Akten-Nr.     | Bild |
| ------------------- | --- | ------------- | ---- |
| Fronberg (Standort) | Endpaläolithische und mesolithische Freilandstationen. Siedlung der Metallzeiten, der Urnenfelderzeit und der Späthallstatt-/Frühlatènezeit. | D-3-6638-0040 |      |
| Fronberg (Standort) | Endpaläolithische/mesolithische Freilandstation. | D-3-6638-0051 |      |
| Fronberg (Standort) | Siedlung der Latènezeit. | D-3-6638-0057 |      |
| Fronberg (Standort) | Siedlung der Latènezeit. | D-3-6638-0094 |      |
| Fronberg (Standort) | Untertägige Befunde der 1958 abgebrochenen Friedhofskirche St. Andreas in Fronberg. | D-3-6638-0137 |      |
| Fronberg (Standort) | Archäologische Befunde und Funde im Bereich des Schlosses Fronberg mit der Schlosskapelle Unsere Liebe Frau, dem z. T. als Geländedenkmal erhaltenen Schlossgraben, den zugehörigen Wirtschaftsbauten und der Parkanlage, zuvor mittelalterliche Burg. | D-3-6638-0138 |      |
| Fronberg (Standort) | Untertägige Befunde eines spätmittelalterlichen/frühneuzeitlichen Eisenhammers in Fronberg. | D-3-6638-0139 |      |
| Fronberg (Standort) | Frühneuzeitliche Linienverschanzung. | D-3-6638-0150 |      |

### Gemarkung Frotzersricht
| Lage                     | Objekt                                               | Akten-Nr.     | Bild |
| ------------------------ | ---------------------------------------------------- | ------------- | ---- |
| Frotzersricht (Standort) | Endpaläolithische und mesolithische Freilandstation. | D-3-6638-0064 |      |

### Gemarkung Gögglbach
| Lage                 | Objekt | Akten-Nr.     | Bild |
| -------------------- | --- | ------------- | ---- |
| Gögglbach (Standort) | Urnenfelderzeitliche Siedlung. | D-3-6638-0002 |      |
| Gögglbach (Standort) | Bestattungsplatz der Hallstattzeit mit verebneten Grabhügeln. | D-3-6638-0007 |      |
| Gögglbach (Standort) | Mesolithische Freilandstation, Siedlung der Bronzezeit, Siedlung und verebnete Viereckschanze der Spätlatènezeit. | D-3-6638-0009 |      |
| Gögglbach (Standort) | Siedlung vor- und frühgeschichtlicher Zeitstellung. | D-3-6638-0037 |      |
| Gögglbach (Standort) | Mesolithische Freilandstation, Siedlung der vorgeschichtlichen Metallzeiten. | D-3-6638-0041 |      |
| Gögglbach (Standort) | Endpaläolithische/mesolithische Freilandstation. | D-3-6638-0055 |      |
| Gögglbach (Standort) | Endpaläolithische/mesolithische Freilandstation. | D-3-6638-0085 |      |
| Gögglbach (Standort) | Spätpaläolithische und mesolithische Freilandstation, vorgeschichtliche Siedlung. | D-3-6638-0096 |      |
| Gögglbach (Standort) | Archäologische Befunde und Funde im Bereich der Katholischen Filialkirche St. Laurentius in Gögglbach, darunter die Spuren von Vorgängerbauten bzw. älteren Bauphasen sowie der aufgelassene historische Ortsfriedhof.          | D-3-6638-0102 |      |
| Gögglbach (Standort) | Archäologische Befunde und Funde im Bereich der Katholischen Filialkirche und ehemalige Burgkapelle St. Salvator in Naabsiegenhofen, darunter die Spuren von älteren Bauphasen sowie der aufgelassene historische Ortsfriedhof. | D-3-6638-0107 |      |
| Gögglbach (Standort) | Zwei vorgeschichtliche Grabhügel. | D-3-6638-0178 |      |

### Gemarkung Haselbach
| Lage                 | Objekt                                                                                      | Akten-Nr.     | Bild |
| -------------------- | ------------------------------------------------------------------------------------------- | ------------- | ---- |
| Haselbach (Standort) | Untertägige Befunde des abgebrochenen Schlosses von Haselbach, zuvor mittelalterliche Burg. | D-3-6638-0124 |      |

### Gemarkung Klardorf
| Lage                | Objekt | Akten-Nr.     | Bild |
| ------------------- | --- | ------------- | ---- |
| Klardorf (Standort) | Endpaläolithische und mesolithische Freilandstationen, Siedlungen der Spätbronze- und Urnenfelderzeit sowie der Latènezeit.                                         | D-3-6738-0066 |      |
| Klardorf (Standort) | Endpaläolithische und mesolithische Freilandstationen, Siedlungen der (Früh-)Bronzezeit, der Urnenfelderzeit, der Späthallstatt-/Frühlatènezeit und der Latènezeit. | D-3-6738-0067 |      |
| Klardorf (Standort) | Spätpaläolithische und mesolithische Freilandstation, Siedlungen der Bronzezeit und des Frühmittelalters.                                                           | D-3-6738-0069 |      |
| Klardorf (Standort) | Spätpaläolithische Freilandstation, vorgeschichtliche Siedlung. | D-3-6738-0078 |      |
| Klardorf (Standort) | Spätpaläolithische Freilandstation, vorgeschichtliche Siedlung. | D-3-6738-0079 |      |
| Klardorf (Standort) | Spätpaläolithische Freilandstation, vorgeschichtliche Siedlung. | D-3-6738-0082 |      |
| Klardorf (Standort) | Spätpaläolithische Freilandstation. | D-3-6738-0083 |      |
| Klardorf (Standort) | Endpaläolithische/mesolithische Freilandstation, Siedlungen der Frühlatènezeit und der karolingisch-ottonischen Zeit.                                               | D-3-6738-0105 |      |
| Klardorf (Standort) | Mesolithische Freilandstation, Siedlungen der Latènezeit und der karolingisch-ottonischen Zeit.                                                                     | D-3-6738-0106 |      |
| Klardorf (Standort) | Mesolithische Freilandstation, Siedlung der Latènezeit. | D-3-6738-0117 |      |
| Klardorf (Standort) | Archäologische Befunde und Funde im Bereich der Katholischen Pfarrkirche St. Georg in Klardorf, darunter die Spuren von Vorgängerbauten bzw. älteren Bauphasen.     | D-3-6738-0147 |      |
| Klardorf (Standort) | Endpaläolithische/mesolithische Freilandstation, latènezeitliche Siedlung, hochmittelalterliche Wüstung.                                                            | D-3-6738-0155 |      |
| Klardorf (Standort) | Mesolithische Freilandstation, Siedlungen der Mittelbronzezeit, der Spätbronze-/Urnenfelderzeit, der Hallstattzeit und der Spätlatènezeit.                          | D-3-6738-0161 |      |
| Klardorf (Standort) | Siedlung der Latènezeit. | D-3-6738-0211 |      |
| Klardorf (Standort) | Spätpaläolithische Freilandstation. | D-3-6738-0212 |      |

### Gemarkung Krondorf
| Lage                | Objekt | Akten-Nr.     | Bild |
| ------------------- | --- | ------------- | ---- |
| Krondorf (Standort) | Mesolithische Freilandstation. | D-3-6638-0010 |      |
| Krondorf (Standort) | Siedlungen der Mittelbronzezeit, wohl der Urnenfelderzeit, der Hallstattzeit und der karolingisch-ottonischen Zeit.                                                                      | D-3-6638-0023 |      |
| Krondorf (Standort) | Mesolithische Freilandstation, Siedlungen der Jungsteinzeit, der Bronzezeit, der Latènezeit und des Frühmittelalters.                                                                    | D-3-6638-0042 |      |
| Krondorf (Standort) | Siedlungen der Bronzezeit, der Früh- und Spätlatènezeit und der karolingisch-ottonischen Zeit, Brandgräber der Urnenfelderzeit.                                                          | D-3-6638-0058 |      |
| Krondorf (Standort) | Mesolithische Freilandstation, Siedlungen der Bronzezeit, der Latènezeit und der Karolingerzeit.                                                                                         | D-3-6638-0089 |      |
| Krondorf (Standort) | Siedlungen der Frühbronzezeit und der Späthallstatt-/Frühlatènezeit. | D-3-6638-0090 |      |
| Krondorf (Standort) | Siedlungen der Urnenfelderzeit und der Spätlatènezeit. | D-3-6638-0091 |      |
| Krondorf (Standort) | Vorgeschichtliche Siedlung. | D-3-6638-0141 |      |
| Krondorf (Standort) | Karolingisch-ottonisches Reihengräberfeld. | D-3-6638-0151 |      |
| Krondorf (Standort) | Endpaläolithische/mesolithische Freilandstation, Siedlungen der Bronzezeit, der Urnenfelderzeit der Späthallstatt-/Frühlatènezeit, der Völkerwanderungszeit und des frühen Mittelalters. | D-3-6638-0183 |      |
| Krondorf (Standort) | Vorgeschichtliche Siedlung. | D-3-6638-0186 |      |

### Gemarkung Kronstetten
| Lage                              | Objekt | Akten-Nr.     | Bild |
| --------------------------------- | --- | ------------- | ---- |
| Kronstetten (Standort)            | Endpaläolithische und mesolithische Freilandstation, Siedlungen der mittleren Bronzezeit und der Latènezeit.                                      | D-3-6638-0043 |      |
| Kronstetten (Standort)            | Spätpaläolithische und mesolithische Freilandstation, Siedlungen der Bronzezeit, der Urnenfelderzeit und der Späthallstatt-/Frühlatènezeit.       | D-3-6638-0044 |      |
| Kronstetten (Standort)            | Jungpaläolithische, spätpaläolithische und mesolithische Freilandstation, Siedlungen vorgeschichtlicher Zeitstellung und des frühen Mittelalters. | D-3-6638-0050 |      |
| Kronstetten (Standort)            | Archäologische Befunde und Funde im Bereich der Katholischen Filialkirche St. Johann Baptist in Kronstetten, darunter Spuren älterer Bauphasen.   | D-3-6638-0134 |      |
| Kronstetten (Standort)            | Mesolithische Station, Siedlung der Frühlatènezeit.                                                                                               | D-3-6638-0153 |      |
| Kronstetten Schwandorf (Standort) | Siedlungen der Urnenfelderzeit und des Frühmittelalters.                                                                                          | D-3-6638-0193 |      |

### Gemarkung Naabeck
| Lage               | Objekt | Akten-Nr.     | Bild |
| ------------------ | --- | ------------- | ---- |
| Naabeck (Standort) | Mesolithische Freilandstation, vorgeschichtliche Siedlung. | D-3-6738-0118 |      |
| Naabeck (Standort) | Archäologische Befunde und Funde im Bereich von Schloss Naabeck, darunter die Spuren von Vorgängerbauten bzw. älteren Bauphasen und der abgegangenen ehemalige Schlosskapelle St. Michael. | D-3-6738-0151 |      |
| Naabeck (Standort) | Untertägige Befunde frühneuzeitlicher Ziegel- und Kalkbrennöfen. | D-3-6738-0215 |      |

### Gemarkung Neukirchen
| Lage                  | Objekt | Akten-Nr.     | Bild |
| --------------------- | --- | ------------- | ---- |
| Neukirchen (Standort) | Vorgeschichtlicher Bestattungsplatz mit Grabhügel. | D-3-6638-0012 |      |
| Neukirchen (Standort) | Mesolithische Freilandstation, metallzeitliche Siedlung. | D-3-6638-0039 |      |
| Neukirchen (Standort) | Archäologische Befunde des Mittelalters und der frühen Neuzeit im Bereich der Katholischen Pfarrkirche St. Martin in Neukirchen, darunter die Spuren von Vorgängerbauten bzw. älterer Bauphasen.        | D-3-6638-0118 |      |
| Neukirchen (Standort) | Archäologische Befunde des Mittelalters und der frühen Neuzeit im Bereich der Katholischen Pfarrkirche St. Peter und Paul in Haselbach, darunter die Spuren von Vorgängerbauten bzw. älterer Bauphasen. | D-3-6638-0122 |      |
| Neukirchen (Standort) | Siedlung der vorgeschichtlichen Metallzeiten. | D-3-6638-0179 |      |
| Neukirchen (Standort) | Siedlung der vorgeschichtlichen Metallzeiten. | D-3-6638-0180 |      |

### Gemarkung Oder
| Lage            | Objekt                                                          | Akten-Nr.     | Bild |
| --------------- | --------------------------------------------------------------- | ------------- | ---- |
| Oder (Standort) | Spätpaläolithische Freilandstation, vorgeschichtliche Siedlung. | D-3-6738-0080 |      |

### Gemarkung Schwandorf
| Lage                  | Objekt | Akten-Nr.     | Bild |
| --------------------- | --- | ------------- | ---- |
| Schwandorf (Standort) | Archäologische Befunde des Mittelalters und der frühen Neuzeit in der historischen Altstadt von Schwandorf. | D-3-6638-0020 |      |
| Schwandorf (Standort) | Spätpaläolithische und mesolithische Freilandstation, Siedlungen der Bronzezeit, der Latènezeit und des Mittelalters. | D-3-6638-0056 |      |
| Schwandorf (Standort) | Mesolithische Freilandstation, Siedlungen der Bronzezeit, der Urnenfelderzeit, der Hallstattzeit, der Latènezeit und der karolingisch-ottonischen Zeit. | D-3-6638-0067 |      |
| Schwandorf (Standort) | Archäologische Befunde der frühen Neuzeit im Bereich der Katholischen Wallfahrts- und Klosterkirche Mariä Himmelfahrt in Schwandorf, darunter die Spuren von Vorgängerbauten bzw. älterer Bauphasen. | D-3-6638-0143 |      |
| Schwandorf (Standort) | Archäologische Befunde der frühen Neuzeit im Bereich des abgegangenen Kapuzinerklosters mit Klosterkirche St. Magdalena in Schwandorf. | D-3-6638-0144 |      |
| Schwandorf (Standort) | Abgegangene Friedhofskirche St. Salvator im aufgelassenen historischen Ortsfriedhof von Schwandorf. | D-3-6638-0145 |      |
| Schwandorf (Standort) | Archäologische Befunde und Funde im Bereich des ehemaligen Spitals und der profanierten Spitalkirche Hl. Geist in Schwandorf, darunter die Spuren von Vorgängerbauten bzw. älteren Bauphasen. | D-3-6638-0146 |      |
| Schwandorf (Standort) | Untertägige Befunde der spätmittelalterlichen Stadtbefestigung von Schwandorf. | D-3-6638-0147 |      |
| Schwandorf (Standort) | Archäologische Befunde im Bereich der Katholischen Stadtpfarrkirche St. Jakob in Schwandorf, darunter die Spuren von Vorgängerbauten bzw. älteren Bauphasen der bestehenden Kirche, der aufgelassene historische Ortsfriedhof mit der abgebrochenen mittelalterlichen Kapelle St. Anna, im Umfeld vermutlich die Spuren einer abgegangenen Burg. | D-3-6638-0148 |      |
| Schwandorf (Standort) | Siedlung des Endneolithikums (Schnurkeramik). | D-3-6638-0149 |      |

### Gemarkung Wiefelsdorf
| Lage                              | Objekt | Akten-Nr.     | Bild |
| --------------------------------- | --- | ------------- | ---- |
| Wiefelsdorf (Standort)            | Verebnete vorgeschichtliche Grabhügel. | D-3-6738-0003 |      |
| Wiefelsdorf (Standort)            | Mesolithische Freilandstation, vorgeschichtliche Siedlung. | D-3-6738-0085 |      |
| Wiefelsdorf (Standort)            | Mesolithische Freilandstation, Siedlungen der Latènezeit und der karolingisch-ottonischen Zeit.                                                                             | D-3-6738-0086 |      |
| Wiefelsdorf (Standort)            | Mesolithische Freilandstation. | D-3-6738-0119 |      |
| Wiefelsdorf (Standort)            | Archäologische Befunde und Funde im Bereich der Katholischen Pfarrkirche St. Peter und Paul in Wiefelsdorf, darunter die Spuren von Vorgängerbauten bzw. älteren Bauphasen. | D-3-6738-0141 |      |
| Wiefelsdorf (Standort)            | Bestattungsplatz vor- und frühgeschichtlicher oder mittelalterlicher Zeitstellung.                                                                                          | D-3-6738-0144 |      |
| Wiefelsdorf Schwandorf (Standort) | Hofwüstung Altenried. | D-3-6738-0145 |      |
| Wiefelsdorf (Standort)            | Mesolithische Freilandstation, vorgeschichtliche Siedlung. | D-3-6738-0160 |      |